# خلبی (ناحیه بنشوف)
خلبی (به چکی: Chleby) یک منطقهٔ مسکونی در جمهوری چک است که در ناحیه بنشوو واقع شده‌است.